# Adolf Scherwitzl
Adolf Scherwitzl (* 27. Juni 1938 in Feistritz an der Gail) ist ein früherer österreichischer Biathlet sowie Biathlontrainer und -funktionär.
Scherwitzl wuchs in Kärnten auf und begann schon früh mit dem Skilanglauf. Nachdem er Ende der 1950er-Jahre durch seinen Beruf als Polizist nach Tirol gekommen war, begann er Anfang der 1960er-Jahre mit dem Biathlon. Mit einem dritten Platz bei den Österreichischen Meisterschaften gelang ihm die Qualifikation für die Olympischen Winterspiele 1964 in Innsbruck, bei denen er als schlechtester der platzierten Österreicher mit der drittschlechtesten Laufzeit und sechs Schießfehlern 41. wurde. Im Jahr 1965 wurde er in Garmisch-Partenkirchen Polizei-Europameister in der Kombination aus Riesenslalom und Skilanglauf. Es folgte die Teilnahme an den Biathlon-Weltmeisterschaften 1966 in Garmisch-Partenkirchen. Im Einzel belegte er den 47. Platz und wurde mit Horst Schneider, Walter Müller und Paul Ernst im erstmals im Rahmen des offiziellen Wettbewerbs ausgetragenen Staffelwettkampfes Achter. Bei den Biathlon-Weltmeisterschaften 1967 in Altenberg erreichte er im Einzel eine um einen Rang bessere Platzierung. Letztes Großereignis Scherwitzls als aktiver Sportler wurden die Olympischen Winterspiele 1968 in Grenoble. Das Einzel beendete er auf dem 50. Platz und wurde mit Ernst, Schneider und Franz Vetter Elfter im Staffelwettbewerb. Danach nahm er immer seltener an Wettkämpfen teil.
In den 1970er-Jahren begann Scherwitzl seine Tätigkeit als Funktionär und Trainer und war in diesen Funktionen am Aufschwung des österreichischen Biathlonsports ab der zweiten Hälfte der 1970er-Jahre beteiligt. Zunächst sollte er für die Olympischen Winterspiele 1976 in Innsbruck ein Team aufbauen. Nach den Olympischen Spielen 1968, für die nur noch mit Mühe eine österreichische Biathlon-Mannschaft aufgestellt werden konnte, war der österreichische Biathlonsport international praktisch nicht mehr vertreten gewesen. Teilweise nahm Scherwitzl auch selbst noch aktiv an Wettkämpfen teil und wurde 1974 Österreichischer Staatsmeister im Biathlon über 20 Kilometer. Mit der Austragung der Biathlon-Weltmeisterschaften 1978 in Hochfilzen erhielt der österreichische Biathlonsport weiteren Aufschwung und am 1. Jänner 1979 erhielt er schließlich ein eigenes Referat im Österreichischen Skiverband. 1984 beendete Scherwitzl seine Funktionärstätigkeit. Sportlich blieb er weiterhin aktiv. Er wurde Österreichischer Meister im Polizei-Fünfkampf und nahm im Schießen an Österreichischen Meisterschaften und der Polizei-Europameisterschaft teil.